# Taurus-Littrow

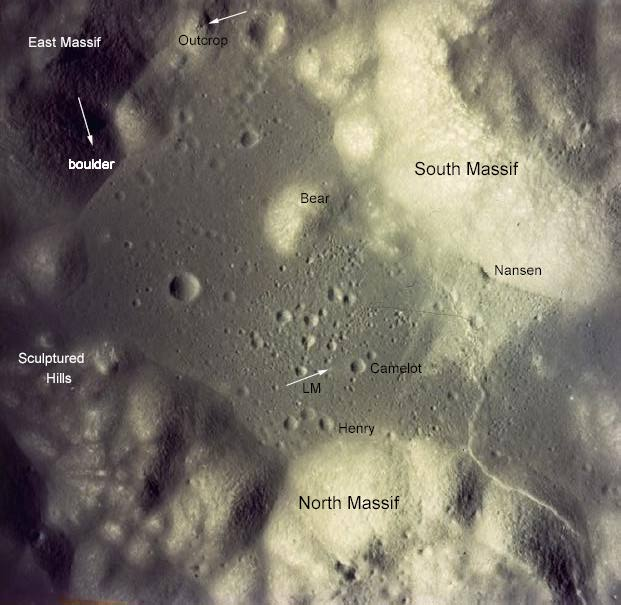
Fotografie des Taurus-Litrrow-Tales (Norden ist unten)

Taurus-Littrow ist ein Tal auf der erdzugewandten Seite des Mondes bei den Koordinaten 20° 0′ N, 31° 0′ O. Es befindet sich im südöstlichen Teil des Mare Serenitatis. Das Mare selbst entstand vor 3,8 bis 3,9 Milliarden Jahren nach dem Einschlag eines großen Objektes. Im Dezember 1972 war das Tal Ziel der Apollo-17-Mission.

## Namensgebung
Da sich das Tal mit der Landezone von Apollo 17 in der Taurus-Kette und südlich des Littrow-Kraters befindet, bürgerte sich der Name während des Missionsverlaufs ein. Er wurde 1973 von der Internationalen Astronomischen Union bestätigt.
Die von Apollo 17 gesammelten Daten zeigen, dass die großen Berge, die das Tal umgeben, in erster Linie durch feldspathaltige Brekzie gebildet werden. Der Talboden hingegen besteht im Untergrund aus Basalt, darüber liegt eine lose Deckschicht, bestehend aus einer Mischung aus Regolith und Materialien, die bei verschiedenen geologischen Ereignissen entstanden sind.

## Geologie
Einige Millionen Jahre nach Entstehung des Mare Serenatis begann Lava aus dem Mondinnern herauszuquellen. Von diesen Lavaströmen konnten die Astronauten von Apollo 17, Eugene Cernan und Harrison Schmitt, Gesteins- und Bodenproben nehmen, die einen Einblick in die Geologie und die Entwicklungsgeschichte des Mondes gewähren. 100 Mio. und 200 Mio. Jahre nachdem sich das Becken des Mare Serenatis und das Taurus-Littrow-Tal geformt hatten, begann die aus dem Mondinneren gequollene Lava die tiefergelegenen Gebiete zu überfluten. Diese Lavaflüsse wurden oft von Auswürfen begleitet, die das Gebiet mit kleinen Glaskügelchen bedeckten. Diese Glaskügelchen sind manchmal orange eingefärbt, was die orange eingefärbte Oberfläche erklärt, welche die Apollo-17-Astronauten vorfanden. Allerdings sind die meisten dieser Glaskügelchen dunkel eingefärbt, dadurch erklärt sich das dunkle Aussehen des Mare Serenatis aus der Ferne.

## Landeplatzauswahl
Da Apollo 17 die letzte Mondmission des Apollo-Programms wurde, galt es, die wissenschaftliche Ausbeute zu maximieren. Landeplätze, die bei den vorherigen Missionen in der engeren Auswahl standen, wurden einer erneuten Auswahl unterzogen und neubewertet. Das Taurus-Littrow-Tal war einer von mehreren Landeplätzen, die in der engeren Auswahl standen, auch die Krater Tycho, Kopernikus und, auf der Rückseite des Mondes, Tsiolkovskiy. Alle außer Taurus-Littrow schieden aus wissenschaftlichen oder technischen Gründen aus. Eine Landung bei Tycho wurde wegen des rauen Geländes als zu gefährlich angesehen. Für eine Landung am Tsiolkovskiy-Krater wären zusätzliche Kommunikationssatelliten nötig gewesen, um die Verbindung zwischen Bodenmannschaft und dem Landeteam sicherzustellen, dadurch wäre die Mission sehr viel teurer geworden. Eine Landung im Kopernikus-Krater wurde als nicht so wichtig eingestuft, da andere Missionen bereits in der Umgebung des Mare Imbrium gelandet waren.